# Gerhard Lenski
Gerhard Emmanuel Lenski  (Washington D. C., 13 de agosto de 1924 - 7 de diciembre de 2015) fue un sociólogo estadounidense conocido por sus contribuciones a la sociología de la religión, la desigualdad social y la teoría ecológico-evolutiva. 
Se desempeñó como criptógrafo con la 8 ª Fuerza Aérea en la Inglaterra de la Segunda Guerra Mundial, asistió a la Universidad de Yale, donde obtuvo una licenciatura en 1947 y el doctorado en 1950. Fue profesor emérito en la Universidad de North Carolina en Chapel Hill, donde fue director del Departamento de Sociología, 1969-1972, y presidente de la División de Ciencias Sociales, 1976-78. Se desempeñó como Vicepresidente de la Asociación Americana de Sociología, 1969-70. También fue miembro de la Academia Americana de las Artes y las Ciencias, 1976. En 2002, fue galardonado con el Premio Beca de Carrera Distinguida por la Asociación Americana de Sociología. 

## Trabajos

### Sociología de la religión
Gran parte de sus primeros trabajos trataban sobre sociología de la religión, y culminaron con la publicación de "El Factor Religioso: un estudio sociológico del impacto de la religión en la política, la economía y la vida familiar". Robert Wuthnow se ha referido a este trabajo como "posiblemente uno de los pocos "clásicos" entre las contribuciones de los sociólogos norteamericanos para el estudio científico-social de la religión.".

### Teoría ecológica-evolutiva de la sociedad
En trabajos posteriores, incluido "Power and Privilege: A Theory of Social Stratification" sobre las bases de la teoría de la evolución del siglo XVIII por A.R.J. Turgot, Adam Ferguson, John Millar, y Thomas Malthus, y en los siglos XIX y XX por Lewis Henry Morgan, Leslie White y Charles Darwin y los numerosos evolucionistas biológicos que siguieron sus pasos, Lenski propone una teoría más contemporánea ecológica y evolutiva del desarrollo de la sociedad desde la Edad de Piedra hasta el presente. Lenski considera a la información, especialmente la información tecnológica, como el factor más básico y poderoso en la evolución de las sociedades humanas (aunque no el único, a pesar de lo que dicen sus críticos). Lenski sostiene que la evolución de la información cultural es una extensión de la evolución de la información genética y que las características de las sociedades humanas son el producto de la interacción de influencias genéticas y culturales.
Los miembros de cualquier sociedad están unidos por una cultura común y parcialmente distintiva, y por redes de relaciones sociales con los demás. Estos lazos pueden variar en intensidad y su carácter distintivo dependiendo de la magnitud de la información almacenada por la sociedad y el grado de los contactos con otras sociedades. Con la incorporación de señales, y posteriormente símbolos, los antepasados de los humanos modernos desarrollaron la importante habilidad crítica de compartir la información obtenida a través de la experiencia individual. Estos y otros avances posteriores en las tecnologías de comunicación y transporte sentaron las bases para desarrollos importantes en los sistemas políticos y económicos, la desigualdad social, la ciencia, la ideología, y otras esferas de la vida social.
La teoría de Lenski fue bien recibida. Heinz Eulau, expresidente de la American Political Science Association, describió "Power and Privilege"  como una "obra maestra del análisis social comparativo" y Ralf Dahrendorf se refirió a ella como "una obra imaginativa y sustancial [y] una guía indispensable. Una de las características de su obra que ha ganado aceptación bastante amplia entre los sociólogos, es su tipología ecológica y evolutiva de las sociedades humanas propuesta por primera vez en "Power and Privilege"  y mejorada posteriormente. Esta tipología se basa en una combinación de dos elementos: el primero es el tipo de ambiente al que la sociedad debe adaptarse, y el segundo es su nivel de desarrollo tecnológico. En su forma más básica, Lenski identifica siete tipos:
- Las sociedades de cazadores y recolectores
- Sociedades hortícolas
- Las sociedades agrarias o agrícolas
- Las sociedades industriales
- Sociedades de pesca
- Sociedades de pastoreo
- Sociedades marítimas

Estos tipos a menudo se combinan de diversas maneras (por ejemplo, la industrialización de las sociedades hortícolas y agrícolas actuales, como Ghana y Brasil) y puede ser útil subdividirlos en tipos más o menos avanzados (por ejemplo, sociedades hortícolas simples y avanzadas).

### Características de las teorías sociológicas
Una característica importante de la teoría de Lenski ha sido su énfasis en la necesidad de un enfoque ampliamente inclusivo en la construcción de teorías. En 1988 sostenía que la teoría macrosociológica debe basarse en el conocimiento de todo el universo de las sociedades humanas, pasadas y presentes, y deben tratar de explicar las principales características de ese universo, tanto en sus uniformidades como en sus variaciones. Esta es indudablemente una característica de la teoría que muchos sociólogos encuentran poco atractiva debido a la tradición desarrollada en la sociología norteamericana del siglo XX de enfocar la teoría y la investigación sobre la propia sociedad durante un período de tiempo limitado (es decir, la sociedad estadounidense en el siglo XX) o un conjunto determinado de sociedades (por ejemplo, las sociedades industriales modernas), en un período de tiempo limitado.

### Trabajos sobre sociedades marxistas
Otra característica notable del trabajo de Lenski ha sido su interés en las sociedades marxistas. Esto surge de su interés por las fuerzas que configuran el desarrollo social. Marx, que tuvo una gran influencia en el pensamiento sociológico en la segunda mitad del siglo XX, tenía una visión muy optimista de la naturaleza humana que se refleja en su creencia en la inevitabilidad del comunismo en el futuro, cuando el principio que regirá a las sociedades humanas sería "de cada uno según su capacidad, a cada cual según su necesidad ". Lenski consideraba a las sociedades marxistas del siglo pasado como importantes, pero a menudo descartados, experimentos sociales que ponen a prueba la visión de Marx sobre la naturaleza humana y descubren fallas. Sus primeros trabajos en la década de 1950 sobre la inconsistencia de estatus habían recibido una acogida positiva entre una serie de influyentes sociólogos de Europa del Este que la consideraban una herramienta mucho más eficaz que el modelo oficial del Partido para analizar y comprender la realidad de la desigualdad social en sus sociedades, mientras que al mismo tiempo proporciona una herramienta útil para desafiar el cada vez más inaceptable orden social comunista.